# Sharp PC-2500
Sharp PC-2500 (PC-2500) је био преносиви рачунар фирме Шарп (Sharp) који је почео да се производи у Јапану током 1985. године.
Користио је 8-битну SC 61860 микропроцесорску јединицу а РАМ меморија рачунара је имала капацитет од 3 kb (до 19 kb). 

## Детаљни подаци
Детаљнији подаци о рачунару PC-2500 су дати у табели испод.
|                       |                                                       |
| [ 1 ]                 |                                                       |
| Произвођач            | Шарп                                                  |
| Тип                   | преносиви рачунар                                     |
| Меморија              | 3 (до 19 )                                            |
| Поријекло             | Јапан                                                 |
| Година                | 1985                                                  |
| Тастатура             | калкулатор стил, са нумеричком тастатуром, 76 тастера |
| Процесор              | 8-битни                                               |
| Фреквенција процесора | непознато                                             |
| RAM                   | 3 (до 19 )                                            |
| ROM                   | 72                                                    |
| Текст                 | 24 знакова x 4 линије                                 |
| Графика               | 150 x 32 тачака                                       |
| Боја                  | једна боја, монитор са текућим кристалом              |
| Звук                  | један канал                                           |
| Димензије             | 29,7 (ширина) x 21 (дубина) x 4,55 (висина) cm. / 1,3   |
| Портови               |                                                       |
| Оперативни систем     | [[]]                                                  |